# Orientogomphus aemulus
Orientogomphus aemulus är en trollsländeart som först beskrevs av Maurits Anne Lieftinck 1937.  Orientogomphus aemulus ingår i släktet Orientogomphus och familjen flodtrollsländor. Inga underarter finns listade i Catalogue of Life.